# Dendropanax
Dendropanax là chi thực vật có hoa trong họ Araliaceae.
Chi này 92 loài cây bụi thường xanh, được mô tả lần đầu bởi Joseph Decaisne & Jules Émile Planchon vào năm 1854. Chúng là các loài bản địa Trung Mỹ và Bắc Mỹ, Đông Á và bán đảo Mã Lai. Các loài như Dendropanax trifidus hoặc "kakuremino" trong tiếng Nhật, được sử dụng trong các khu vườn roji, các khu vực ẩm ướt và rêu truyền thống dẫn đến chashitsu cho các nghi lễ trà.

## Hình ảnh

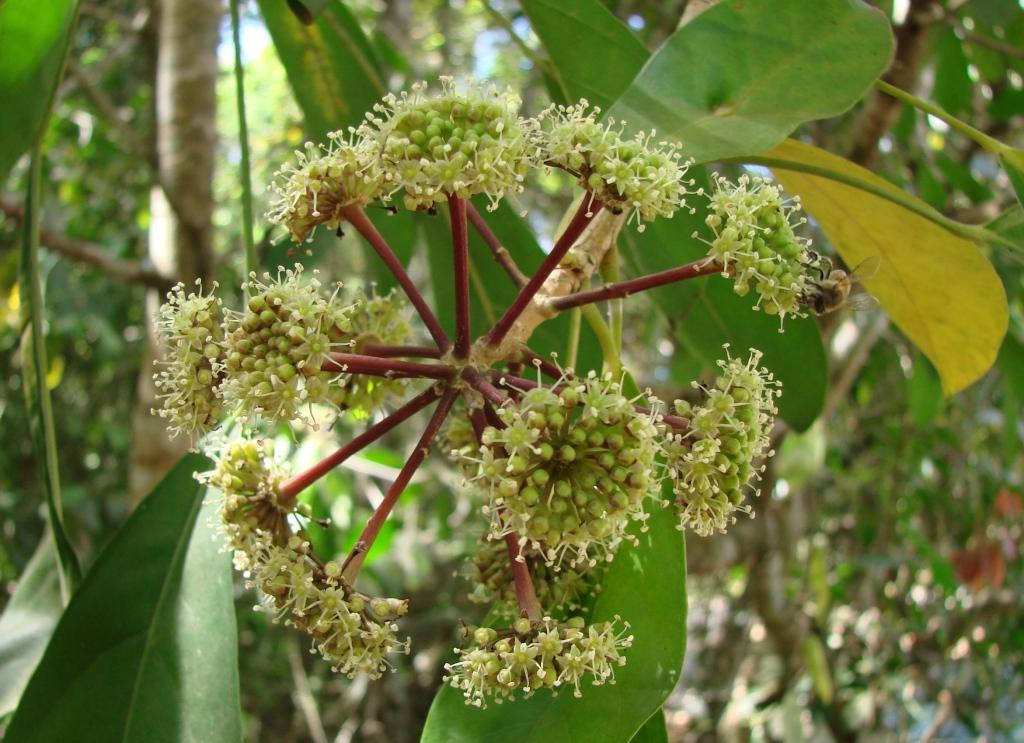
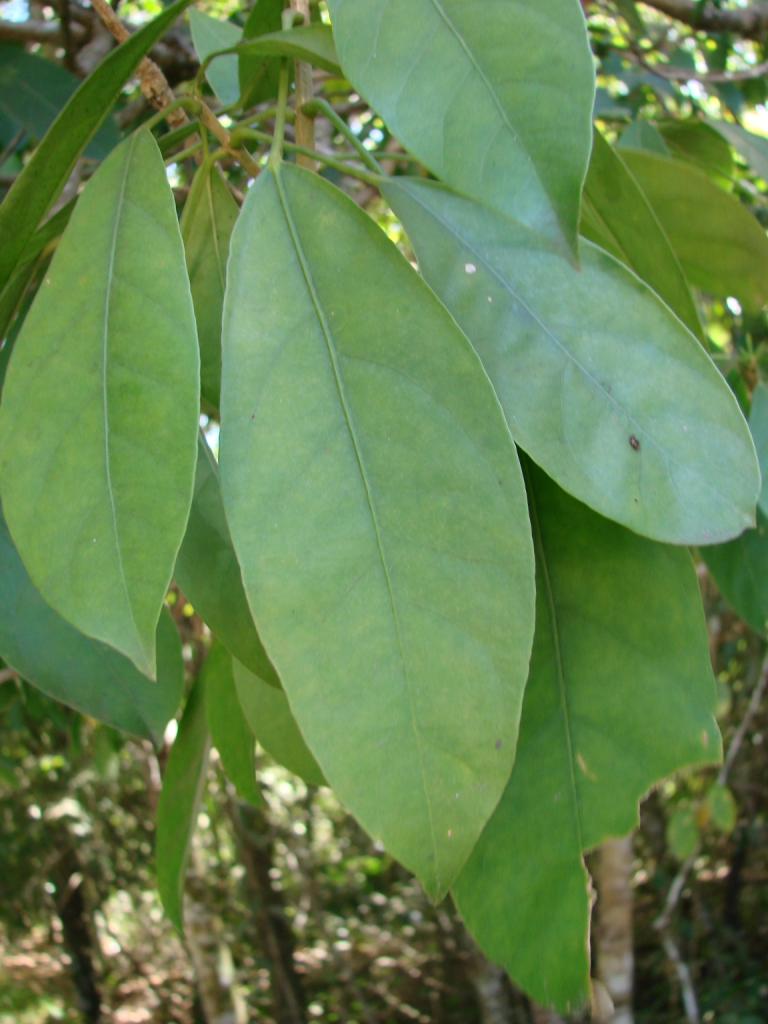